# Persia (New York)
Persia è un comune (town) degli Stati Uniti d'America nello stato di New York, nella contea di Cattaraugus.

## Storia
Il paese è stato colonizzato intorno 1811 da John Russell, del Vermont. La Città di Persia è stata fondata nel 1835 dal Comune di Perrysburg.

## Località
Il comune di Persia, oltre all'omonimo capoluogo, comprende le seguenti località:

### Village
- Zoar Valley Multiple Use Area
- Snyders Corners
- Persia
- Gowanda